# Очиток звичайний
Очиток звичайний (Hylotelephium telephium syn. Sedum telephium) — рослина родини товстолисті — Crassulaceae. Отруйна рослина.

## Будова

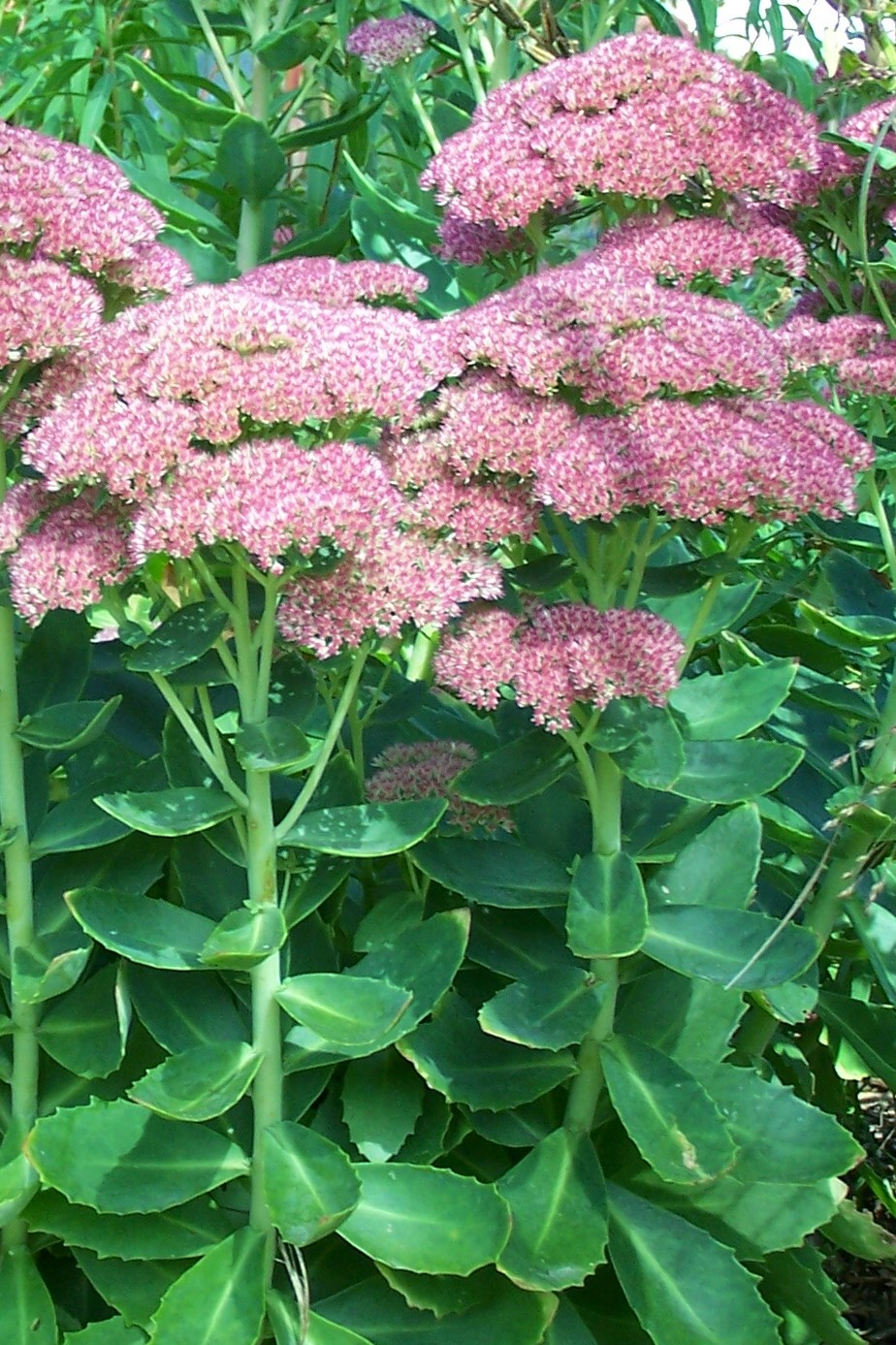
Загальний вигляд квітучої рослини

Ця рослина більша, ніж очиток їдкий. Її прямостоячі стебла з соковитими шкірястими листками можуть досягати від 15 до 60 см заввишки. У рослини бульбоподібні корені. Листки чергові, сидячі, по краю зубчасті, яйцеподібно-довгасті, завдовжки 20—70 мм. Пелюстки завдовжки 5—6 см, блідо-жовті або білясто-рожеві. Цвіте в кінці літа і на початку осені.

## Поширення та середовище існування
Широко розповсюджена рослина на полях, у світлих сухих лісах, на луках, скелястих і кам'янистих схилах, а ще як бур'ян.